# 巫女星
巫女星（74 Galatea）是一顆位於小行星帶的小行星，以希臘神話中的加拉蒂婭來命名。坦普爾於1862年所發現，也是他發現的第3顆小行星。曾經有一次巫女星掩星在1987年9月8日被觀測到。